# The Ladykillers (2004)
The Ladykillers är en amerikansk film från 2004.

## Handling
Kriminelle professorn G.H. Dorr (Tom Hanks) och hans kumpaner låtsas vara en musikgrupp för att kunna råna ett kasino. De hyr rum hos en till en början ovetande äldre dam som bor ensam med sin katt, och planerar där rånet medan de hela tiden måste hålla skenet uppe att de faktiskt är musikaliska.

## Om filmen
Filmen är baserad på Alexander Mackendricks Ladykillers från 1955.

## Rollista (i urval)
- Tom Hanks - Professor G.H. Dorr
- Irma P. Hall - Marva Munson
- Marlon Wayans - Gawain MacSam
- J.K. Simmons - Garth Pancake
- Tzi Ma - The General